# Veikko Kasslin

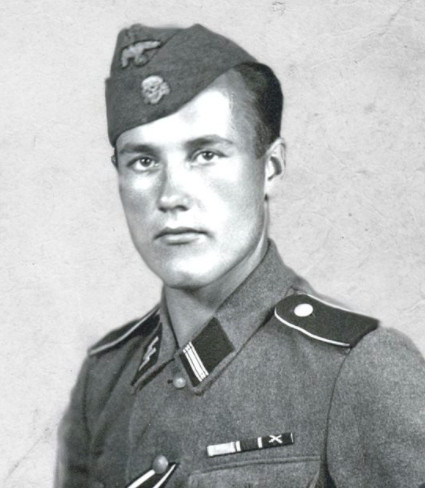
Veikko Kasslin in der Uniform des Finnischen Freiwilligen-Bataillons der Waffen-SS

Veikko Kasslin (* 9. Januar 1919; † 19. November 2021) war ein finnischer Radrennfahrer und nationaler Meister im Radsport.

## Sportliche Laufbahn
Kasslin gewann 1948 die nationale Meisterschaft im Straßenrennen. Von 1947 bis 1950 gewann er die Meisterschaft des finnischen Arbeitersportverbandes (TUL). 1950 bestritt er die Internationale Friedensfahrt und beendete das Etappenrennen als 47. des Endklassements. 1951 war er erneut in der Rundfahrt am Start und wurde als 43. klassiert. 1952 fuhr er die Friedensfahrt gemeinsam mit seinem Bruder Vaino Kasslin und wurde 48. in der Gesamtwertung. Seine Nichte Mira Kasslin war ebenfalls im Radsport aktiv.